# 山本博之 (プログラマ)
山本 博之 (やまもと ひろゆき、1975年4月10日 - ) は、日本のプログラマ。Sylpheedの開発で独立行政法人情報処理推進機構から「2006年度日本OSS貢献者賞」で表彰される。

## 経歴
小学校低学年からPC-8001などに触れている。中学2年生のときに買ってもらったMSX2+ではプログラムの作成などを行う。その後、PC/AT互換機でもプログラムの作成を続ける。
大阪大学基礎工学部在学中にLinuxを使い始める。Linuxでの実用レベルの電子メールクライアントが存在しないことをきっかけとして、同大学4年生のときにSylpheedの開発に着手し、2000年1月にバージョン0.1をリリースする。Sylpheedは2004年12月の時点で日本国外でも数多くの利用者を持っていた。2006年9月現在では約20万本のダウンロードがなされている。また、標準でバンドルするLinuxディストリビューションもある。
大阪大学卒業後に株式会社グッデイに入社。その後、2006年7月にSRA OSS, Inc.に転職する。
所属した企業である株式会社グッデイとSRA OSS, Inc. 日本支社の双方ともからSylpheedの開発に対しての全面的な支援を得ている。
2006年10月、独立行政法人情報処理推進機構から「2006年度 日本OSS貢献者賞」で表彰された。

## 人物
同人ゲームなどを趣味とし、コミックマーケットなどの同人イベントにも参加する。2003年か2004年ぐらいに同人で気に入った作品があり、それを探しているうちに同人にハマったという。